# 吹牛军人
《吹牛军人》，古罗马剧作家普劳图斯的喜剧作品。

## 内容
一个军人喜好吹牛，逢人就吹嘘自己打仗多么勇敢，他自认为自己潇洒俊美，所有女人都为他痴迷，他这种狂妄自大、自我陶醉的心理，最终在众人的愚弄和被当做奸夫的情况下痛打一顿，才得以醒悟。

## 影响
《吹牛军人》深深影响了后世作家，如西班牙塞万提斯的《堂吉诃德》里的主人公“堂吉诃德”也自我陶醉；英国威廉·莎士比亚的“福斯塔夫”也是自我陶醉的典型。